# Трохимчук, Степан Климентиевич
Степан Клементиевич Трохимчук — украинский военный деятель, куренной УПА, Ровенский надрайонный проводник ОУН-Б.

## Биография
Родился 13 июля 1909 года в селе Тучин Ровенского уезда Волынской губернии в семье Климента Сергеевича и Анны Самойловны Трохимчуков.
В юношеские годы был активным участником «Пласта».
С 1931 по 1933 годы проходил службу в польской армии.
В августе 1939 года снова мобилизован в Войско Польское, участвовал в польско-германской войне 1939 г. В польской армии получил чин капрала. Вскоре очутился в немецком плену. Там наладил связи с членами ОУН и вступил в ее ряды.
Через несколько дней после начала германо-советской войны, был зачислен в состав батальона «Роланд». После расформирования подразделения вернулся в родное село, где сначала работал заместителем коменданта шуцполиции. Затем Трохимчука назначили комендантом полиции Гощанского района. По некоторым другим данным, с 13 сентября по 13 ноября 1942 года Трохимчук преподавал на курсах жандармерии в Киеве.
В январе 1943 года покинул службу службу в полиции присоединившись к подполью ОУН на Волыни. В марте 1943 сформировал сотню УПА, вследствие объединения нескольких групп сельской самообороны, так называемых кустовых отделов (СКВ).
24 марта 1943 отряд Трохимчука атаковал исправительно-трудовой лагерь в Осаде Креховецкой (ныне с. Новая Украинка Ровенского района) и освободили заключённых.
В начале 1944 года назначен командиром куреня «Отряд имени Робитницкого». 9-10 февраля 1944 года отрядом Трохимчука были остановлены и разогнаны две мобилизационные колонны, следовавшие на формировочный пункт, а 14 февраля Трохимчук совершает нападение на Тучин, где громит райотделы НКВД и НКГБ, а также РК КП(б)У.
В конце апреля, отряд «Недоли» численностью 280 человек по приказу командира УПА-Север Дмитрия Клячковского переведен из группы ВО «Заграва» в группу ВО-«Тютюнник».  Трохимчук был назначен командиром соединения «Хмельницкий».
Степан Трофимчук-«Недоля» был захвачен в плен оперативной группой НКВД 16 июня 1944 в схроне у села с. Пустомыты Тучинского района.
Следственные допросы проводились в Ровно, а затем в Киеве до конца 1944 года. Трохимчука признали виновным в совершении преступлений, предусмотренных статьями 54-1а «измена родине» и 54-II организационная деятельность, направленная на подготовку или совершение контрреволюционных преступлений» Уголовного кодекса УССР. Приговорили к смертной казни через повешение.
4 января 1945 года в 14:00 приговор привели в исполнение – Степана Трохимчука и ещё 7-х человек публично повесили на площади в Ровно (ныне Театральной).

## Память
22 июня 1997 года по инициативе общества «Просвита» у места казни установили мемориальную доску. 